# 1983年6月11日日食
1983年6月11日日食是一次日全食，發生於1983年6月11日（西半球的部分日偏食區域為6月10日）。新月當天（即朔日），地球上觀測到月球和太阳的角距離極小，此時月球如果恰好在月球交點附近，穿過太阳和地球之間，與地球、太阳接近一直線，則會出現日食。月球本影接觸地表而使該區域完全得不到陽光，就會形成日全食，同時在本影兩側數千公里的半影範圍內遮擋部分陽光，形成日偏食。此次日全食經過了圣诞岛、印尼、巴布亚新几内亚、瓦努阿图的部分島嶼，日偏食則覆蓋了亚洲東南部、澳大拉西亞及周邊部分地區。許多國家的觀測隊前往全食帶內觀測了日全食，但印尼政府卻以「日食期間的陽光導致失明」為由，禁止本國人直接觀測日食，導致親眼看到此次日全食的印尼人寥寥無幾。

## 日食概況

### 出現區域
印度洋西南部珀澤申群島、凱爾蓋朗群島、马达加斯加島、馬斯克林群島之間的洋面在日出時最先看到日全食，隨後月球本影向東北劃過南印度洋洋面，覆蓋了澳大利亚的海外領地圣诞岛，穿過印尼爪哇岛及其附近小島後在马都拉岛漯水縣海岸以北約70公里的爪哇海海面達到最大食分。此後本影逐漸轉為向東再向東南移動，經過了印尼、巴布亚新几内亚的部分島嶼，跨過珊瑚海北部，在日落前很短時間內覆蓋了瓦努阿图首都维拉港所在的埃法特島部分區域及臨近小島，隨即在日落時分結束於埃法特島以南約27公里的海面。其中，全食帶共覆蓋了兩個首都——巴布亚新几内亚莫尔兹比港和瓦努阿图维拉港。全食帶均在國際日期變更線以西，在6月11日看到日全食。
本次月球本影經過的陸地全都是島嶼，依次包括：
- 圣诞岛全境；
- 印度尼西亞：爪哇地區的西爪哇省東南部、中爪哇省除西北部和北端外的大部、日惹特區、东爪哇省西北半部，南加里曼丹省最南端的小島卡蘭鮑島南半部，蘇拉威西地區的南蘇拉威西省中部偏南、東南蘇拉威西省西北部中部偏南，马鲁古省的布魯島極南端、安伯勞島南半部及其以南的班達海北半部諸島嶼、阿魯群島中北部，巴布亚省中部偏南；
- ：西部省中部偏南、海灣省西南和東南角、中央省除北部外的大部、國家首都區，北部省南部，米爾恩灣省在新幾內亞島上部分除北部外的大部以及緊鄰小島、諾曼比島極西南角、路易西亞德群島除北部諸島外的大部；
- ：埃雷托卡島、萊萊帕島、莫索島、埃法特島中西部、恩古納島除北部外的大部分、佩雷島（英语：Pele Island）、卡庫拉島（英语：Kakula (island)）、厄毛島（英语：Emao）西南部、梅雷灣（英语：Mele Bay）至特歐馬（英语：Teouma）灣之間諸小島。[3][4]

除了狹窄的全食帶內能看見日全食之外，月球半影覆蓋範圍內都能看到日偏食，包括马达加斯加、葛摩、马约特、塞舌尔、馬斯克林群島、凱爾蓋朗群島、马尔代夫除北端外的絕大部分、印度南端、斯里蘭卡、安达曼-尼科巴群岛、东南亚除缅甸中北部外的大部分、中国大陆地區南部、港澳、臺灣、澳大利亚、新西兰中西部、密克羅尼西亞島群中南部、玻里尼西亞島群、南极洲靠近澳大利亚的一小部分海岸。其中絕大部分位於國際日期變更線以西，在6月11日看到日食，僅豪蘭島、貝克島在6月10日看到日食。

### 基本參數
- 類型：日全食
- 食甚中心處（位於印尼马都拉岛漯水縣海岸以北約70公里的爪哇海）資料：
  - 時間：1983年6月11日4:42:40.2
  - 地點：6°14.7′S 114°9.9′E / 6.2450°S 114.1650°E
  - 食分：1.0524（全食帶內最大）
  - 日全食持續時間：5分10.7秒

## 觀測
印尼政府將东爪哇省拉蒙安縣的科多克角（Tanjung Kodok）海灘列為官方觀測點，約1000名外國天文學家在當地成功觀測了日全食，還有專家稱這是許多年來看到的最完美的一次日全食。然而，印尼政府將當地高度警戒，禁止所有印尼人進入，甚至天文學教師和學生都不例外。在天氣良好的梭羅市，由於當局不允許印尼人在日食期間在戶外活動，一些大學教師和學生在屋頂觀測了日全食，還看到了因為當局禁令而變得空空蕩蕩的城市。而不同地區執行禁令的情況也有所不同，例如在芝拉扎縣，當地的軍官允許了以科學研究為目的的觀測活動。
北京天文台（現已併入中國科學院國家天文台）、紫金山天文台和南京天文儀器廠組成了中國日食觀測隊，前往巴布亚新几内亚首都莫尔兹比港觀測了日全食。日食期間當地基本無雲，成功完成了觀測計劃，而許多國家的觀測隊去的印尼日惹則出現了多雲天氣。中國觀測隊在莫尔兹比港完成了色球和日冕的光譜觀測、寬波段日冕光度和偏振觀測以及日食全過程的彩色攝影。

## 政府禁令
时任印尼独裁总统蘇哈托通過新聞部長哈爾莫科禁止所有印尼人觀測日食，以防日食期間的陽光導致失明。儘管有科學家解釋，用日食眼鏡觀測不會造成危險，當局仍堅持該禁令。在爪哇岛，當局要求居民封住所有窗戶、通風井和玻璃磚，小孩子甚至還要躲在碗櫃和桌子下面，只能看印度尼西亞共和國電視台在中爪哇省馬格朗縣的婆羅浮屠寺院做的日食直播。因而本次日全食雖然持續時間長，經過的爪哇地區處於旱季，全食帶還覆蓋了婆羅浮屠寺院等名勝古蹟，觀測條件非常適宜，但親眼看到日全食的當地人卻寥寥無幾。

## 相關的日食

### 1982-1985年的日食
月球交替位於相對的月球交點時，以半個交點年（食年），即約177天又4小時間隔出現下列日食。
註：1982年1月25日和1982年7月20日的日偏食屬於上一組交點年系列。
| 升交點   | 升交點                   |                            | 降交點                    | 降交點 |
| 沙羅週期 | 地圖                     | 沙羅週期                   | 地圖                      |        |
| 117      | 1982年6月21日 偏食（南） | 122                        | 1982年12月15日 偏食（北） |        |
| 127      | 1983年6月11日 全食       | 132                        | 1983年12月4日 環食        |        |
| 137      | 1984年5月30日 環食       | 142 新西兰吉斯伯恩的日偏食 | 1984年11月22日 全食       |        |
| 147      | 1985年5月19日 偏食（北） | 152                        | 1985年11月12日 全食       |        |

### 沙羅周期
沙羅週期長度為18年11天。本次日食屬於沙羅週期127，共包含82次日食，依次為991年10月10日至1334年5月4日的20次日偏食、1352年5月14日至2091年8月15日的42次日全食、2109年8月26日至2416年2月29日的20次日偏食，總共歷時1460.44年。其中最長的全食發生於1532年8月30日，共持續了5分40秒。
下表列舉了1901年至2100年間發生的屬於該周期的日食，是第52至62次：
| 52            | 53            | 54            |
| ------------- | ------------- | ------------- |
| 1911年4月28日 | 1929年5月9日  | 1947年5月20日 |
| 55            | 56            | 57            |
| 1965年5月30日 | 1983年6月11日 | 2001年6月21日 |
| 58            | 59            | 60            |
| 2019年7月2日  | 2037年7月13日 | 2055年7月24日 |
| 61            | 62            |               |
| 2073年8月3日  | 2091年8月15日 |               |

## 資料來源
1. ↑  樊忠玉. . 中国天文科普网.   [2016-03-04]. （原始内容存档于2014-09-17）.
2. 1 2  Fred Espenak. . NASA Eclipse Web Site.   [2016-03-04]. （原始内容存档于2020-10-21）.（英文）
3. ↑  Fred Espenak. . NASA Eclipse Web Site.   [2016-03-04]. （原始内容存档于2020-10-21）.（英文）
4. ↑  Xavier M. Jubier. .   [2016-03-05]. （原始内容存档于2020-09-25）.（法文）（英文）
5. ↑  Fred Espenak. . NASA Eclipse Web Site.   [2016-03-04]. （原始内容存档于2008-08-29）.（英文）
6. 1 2  M Zaid Wahyudi. . Kompas. 2016-02-10  [2016-03-05]. （原始内容存档于2016-03-07）.（英文）
7. ↑  中国日食观测队天文组. . 天文学进展. 1983, 1 (2): 246–247.
8. ↑  Fred Espenak. . NASA Eclipse Web Site.（英文）

## 外部連結
- NASA日食專頁（页面存档备份，存于）（英文）
- 可見區域圖和時間統計：由弗雷德·埃斯佩纳克做出的日食預報，NASA/GSFC
  - Google互動地圖呈現的日食範圍
  - 貝塞爾元素
- Google地圖顯示的日全食和日偏食範圍（页面存档备份，存于）（法文）（英文）

圖片：
- 1954-2008年歷次日全食的日冕（页面存档备份，存于），本次拍攝於印尼爪哇岛（法文）（英文）
- 印尼东爪哇省拉蒙安縣科多克角的多張圖片及錄影（英文）
- 印尼东爪哇省拉蒙安縣科多克角的日全食圖片（页面存档备份，存于）（英文）
- 印尼爪哇岛的日全食（页面存档备份，存于），位於东爪哇省圖班縣（英语：Tuban Regency）圖班鎮（英文）
- 印尼的日全食（页面存档备份，存于）（英文）

| \| \| 日食 \|                              |                              |                                           |
| 上一次日食： 1982年12月15日日食 （日偏食） | 1983年6月11日日食 （日全食） | 下一次日食： 1983年12月4日日食 （日環食） |
| 上一次日全食： 1981年7月31日日食           | 1983年6月11日日食 （日全食） | 下一次日全食： 1984年11月22日日食         |
|                                            | 日食                         |                                           |